# Team Bliz-Merida/Saison 2016
Dieser Artikel listet Erfolge und Fahrer des Radsportteams Team Bliz-Merida in der Saison 2016 auf.

## Erfolge in der Europe Tour
| Datum        | Rennen                         | Kat. | Fahrer         |
| ------------ | ------------------------------ | ---- | -------------- |
| 29. Juli     | 2. Etappe Dookoła Mazowsza     | 2.2  | Matti Manninen |
| 28.–30. Juli | Gesamtwertung Dookoła Mazowsza | 2.2  | Matti Manninen |
| 11. August   | 1. Etappe Tour of Szeklerland  | 2.2  | Matti Manninen |

## Mannschaft
| Teamkader 2016                            | Teamkader 2016    | Teamkader 2016 | Teamkader 2016                          |
| Name                                      | Geburtsdatum      | Land           | Vorheriges Team                         |
| ----------------------------------------- | ----------------- | -------------- | --------------------------------------- |
| Hannes Forsby                             | 25. August 1996   | Schweden       |                                         |
| Mads Frank                                | 30. Dezember 1991 | Dänemark       |                                         |
| Niklas Henttala                           | 14. November 1996 | Finnland       | Borgå Akilles (2014)                    |
| Yannick Janssen                           | 8. November 1990  | Niederlande    | Parkhotel Valkenburg Continental (2013) |
| Hiski Kanerva                             | 3. September 1994 | Finnland       | CC Helsinki (2014)                      |
| Isac Lundgren                             | 30. August 1992   | Schweden       | Argon 18 Scandinavia (2015)             |
| Matti Manninen                            | 20. Juli 1992     | Finnland       | Team Raleigh GAC (2015)                 |
| Pierre Moncorgé                           | 7. März 1992      | Frankreich     | Firefighters Upsala CK (2014)           |
| Robert Pölder                             | 21. Juni 1991     | Schweden       | Giant-Shimano Development (2014)        |
| Johan Svensson                            | 2. Oktober 1979   | Schweden       | Firefighters Upsala CK (2014)           |
| Mikkel Tefre                              | 6. Dezember 1996  | Norwegen       |                                         |
| Nikolai Tefre                             | 12. Oktober 1994  | Norwegen       | Frøy Bianchi (2015)                     |
|                                           |                   |                |                                         |
| Quellen: ProCyclingStats Cycling Archives |                   |                |                                         |